# IC 356
IC 356 — галактика типу Sb/P () у сузір'ї Жираф.
Цей об'єкт міститься в оригінальній редакції індексного каталогу.